# Mädchenschule (Lübbenau)

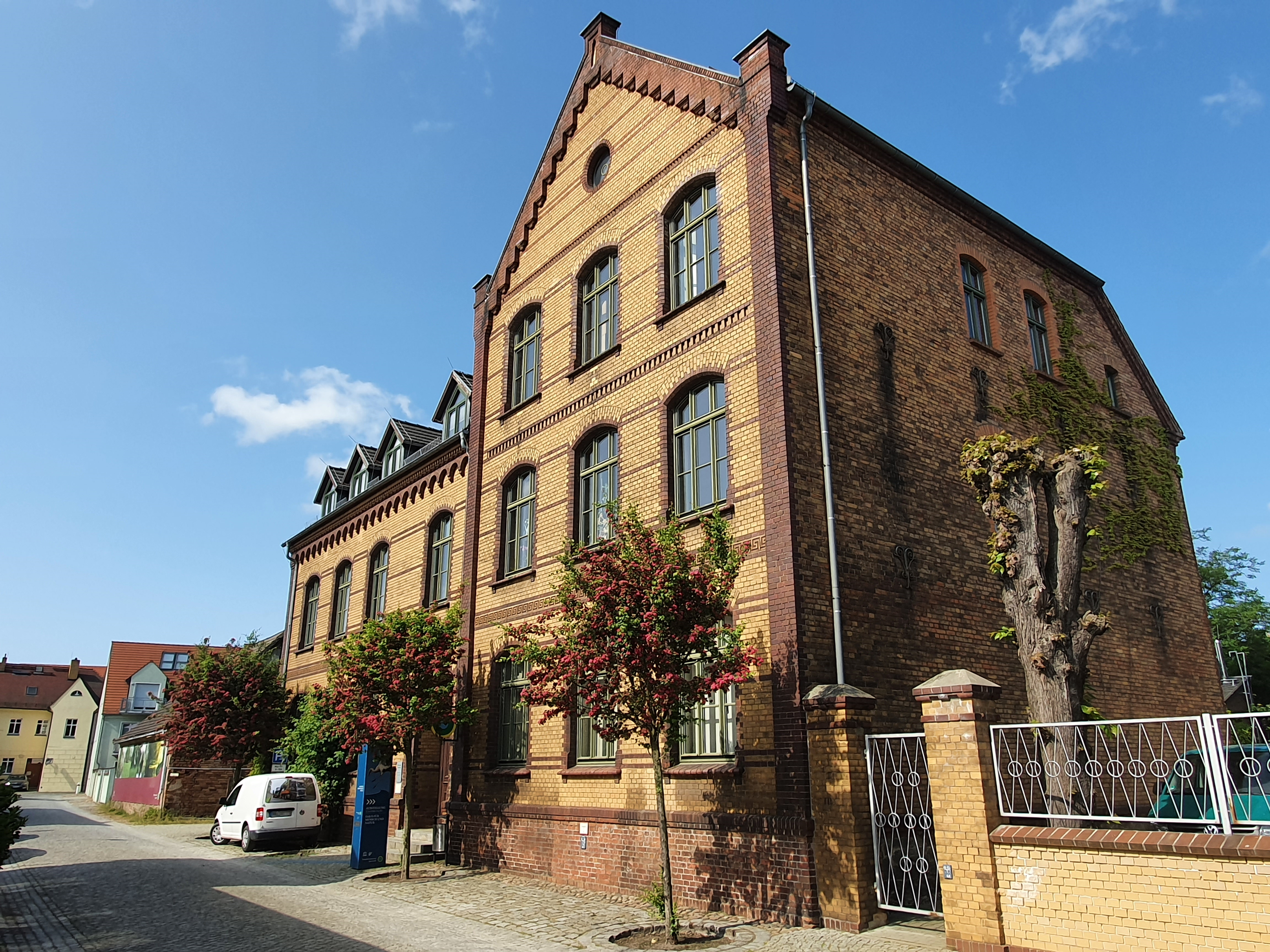
Ehemalige Mädchenschule in Lübbenau (2023)

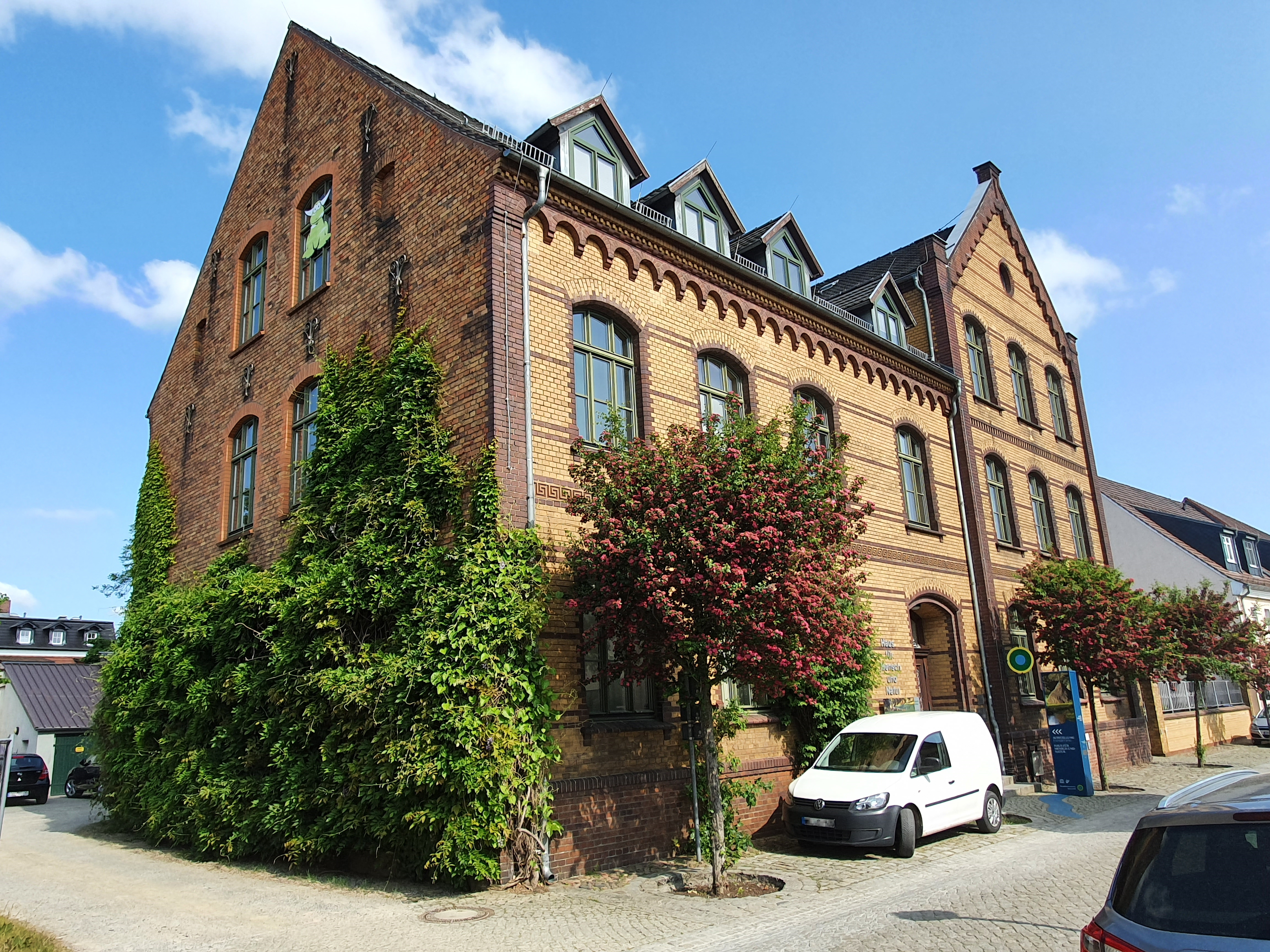
Ansicht mit Südgiebel (2023)

Die ehemalige Mädchenschule befand sich in der Schulstraße in der Altstadt von Lübbenau/Spreewald, einer Stadt im Landkreis Oberspreewald-Lausitz in Brandenburg. Das heute als Haus für Mensch und Natur durch die Verwaltung des Biosphärenreservats Spreewald genutzte Gebäude ist ein eingetragenes Baudenkmal in der Denkmalliste des Landes Brandenburg.

## Geschichte
Bis ins 18. Jahrhundert gab es in Lübbenau ausschließlich Knabenschulen, ab 1757 wurden Mädchen in der Stadt durch einen Auditor unterrichtet. Im Jahr 1834 wurden die Klassen für Jungen und Mädchen aufgrund von Lehrermangel kurzzeitig zusammengelegt. 1848 trennte man die Klassen wieder und die Mädchenschule wurde in einem Gebäude am Topfmarkt untergebracht. Das Gebäude für die Mädchenschule in der Schulstraße wurde in den Jahren 1898 und 1899 gebaut und im April 1899 eingeweiht. Nach dem Zweiten Weltkrieg wurden alle Schulen im Lübbenauer Stadtgebiet zu einer Zentral- und Mittelschule zusammengelegt, die von allen Kindern besucht wurde und denen das Gebäude in der Schulstraße 9 als Unterrichtsort diente.
Aufgrund massiven Platzmangels wurde 1957 südlich des Stadtzentrums mit der heutigen Traugott-Hirschberger-Grundschule ein zweites Unterrichtsgebäude der damaligen „1. Zentralschule“ gebaut. Dort wurden fortan die Schüler ab der vierten Klasse unterrichtet, die ehemalige Mädchenschule wurde für die Schüler der ersten bis dritten Klassen genutzt. 1957 wurde die Schule in eine Polytechnische Oberschule umgewandelt. Am 31. Juli 1991 wurde das Unterrichtsgebäude aufgrund hygienischer und baulicher Mängel geschlossen, als Ersatzbau wurde neben dem bereits vorhandenen Unterrichtsgebäude in der Poststraße 29a ein Erweiterungsbau errichtet. Die Schule wurde danach zu einer Grundschule umstrukturiert. Das Gebäude der ehemaligen Mädchenschule wurde später saniert und beherbergt heute mit dem sogenannten „Haus für Mensch und Natur“ die Verwaltung des Biosphärenreservats Spreewald.

## Architektur
Das Gebäude ist ein zwei- beziehungsweise dreigeschossiger Ziegelmauerwerksbau mit sieben Achsen. Es hat große Flachbogenfenster, die Fassade des Längsflügels ist mit Rundbogenfries gegliedert. Der dreiachsige Queranbau hat hervorgehobene Ecklisenen und einen Dreiecksgiebel mit Rundfenster. Auf Höhe der Geschossdecken ist der Bau durch Gesimse gegliedert, das zwischen dem Erd- und erstem Obergeschoss ist mit einem Mäanderornament und das zwischen erstem und zweitem Obergeschoss mit Sägezahnfries versehen.